# Karumai
Karumai (軽米町, Karumai-machi) est un bourg du district de Kunohe, situé dans la préfecture d'Iwate, au Japon.

## Géographie

### Démographie
Au 1er septembre 2015, la population de Karumai s'élevait à 9 284 habitants répartis sur une superficie de 245,82 km2.